# Lasha Parghalava
Lasha Parghalava (in georgiano ლაშა ფარღალავა?; Rustavi, 7 febbraio 1987) è un ex cestista georgiano.

## Carriera
Con la Georgia ha disputato i Campionati europei del 2011.